# KDS Services für Gesundheit und Pflege

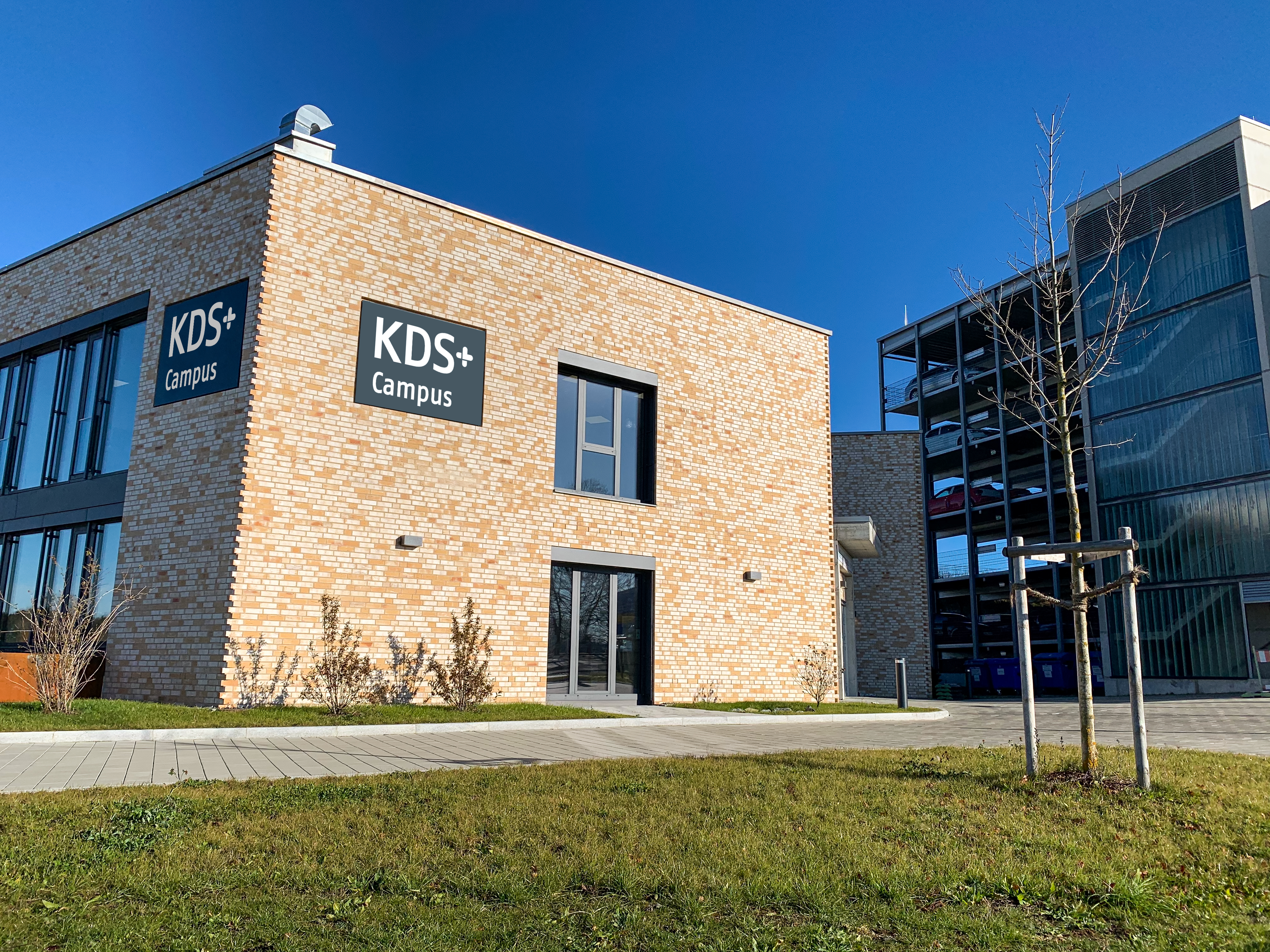
Hauptsitz der KDS Services für Gesundheit und Pflege in Dietmannsried

Die KDS Services für Gesundheit und Pflege (KDS) ist in den Bereichen Gesundheitswesen und Klinikmanagement sowie als Anbieter für die Gebäudedienstleistung und im hauswirtschaftlichen Bereich tätig. Zu den Kunden der KDS zählen Einrichtungen des Gesundheitswesens wie Kliniken, Seniorenheime, Reha- und soziale Einrichtungen. Leistungsbereiche des Unternehmens sind Reinigung & Hygiene, Textilservice, Catering, Gebäudeservice sowie Personal und Logistik.
Das Unternehmen mit Hauptsitz in Dietmannsried im Landkreis Oberallgäu ist deutschlandweit an 43 Standorten vertreten und beschäftigt ca. 6.500 Mitarbeiter. Es gehört zur Geiger Facility Management Dientstleistungsgruppe.

## Geschichte
Im Jahr 1993 wurde das Unternehmen unter der Firmierung Klinikdienste Süd GmbH als Tochterunternehmen der Lattemann & Geiger Dienstleistungsgruppe, heute Geiger Facility Management, gegründet.
Die KDS betreut unter der Geschäftsführung von Claudia Conrad und Kathrin Nowak in Deutschland 600 Kunden aus dem Gesundheitswesen.

## Organisation
Die KDS Services für Gesundheit und Pflege ist deutschlandweit vertreten.
Das Unternehmen kooperiert in Servicegesellschaften mit Trägern öffentlicher Einrichtungen, die Menschen mit Behinderung beschäftigen und in den allgemeinen Arbeitsmarkt integrieren.
Mitarbeiter werden in einer eigenen, 2007 gegründeten Schulungsakademie aus- und weitergebildet. Darüber hinaus werden Schulungen im unternehmenseigenen Praxis- und Bildungszentrum durchgeführt.

## Leistungsbereiche & Dienstleistungen
Für Kliniken, Seniorenheime, Reha- und soziale Einrichtungen bietet die KDS Services für Gesundheit und Pflege Dienstleistungen in den folgenden Bereichen an: Reinigung & Hygiene, Textilservice, Catering, Gebäudeservice sowie Personal & Logistik.

## Auszeichnungen
2010 wurde das Unternehmen vom Bayerischen Staatsministerium für Wirtschaft, Infrastruktur, Verkehr und Technologie mit dem Preis Bayerns best 50 geehrt.